# Stare Koźle
Stare Koźle [pronunciación en polaco: /ˈEstrellaɛ ˈkɔʑlɛ/] (alemán Alt Cosel) es un pueblo ubicado en el distrito administrativo de Gmina Bierawa, dentro del Condado de Kędzierzyn-Koźle, Voivodato de Opole, en el sur de Polonia occidental. Se encuentra aproximadamente a 4 kilómetros al noroeste de Bierawa, 5 kilómetros al sur de Kędzierzyn-Koźle, y a 45 kilómetros km al sureste de la capital regional Opole.
En el plebiscito Silesiano del 20 de marzo de 1921, 414 habitantes votaron para quedarse en Weimar, Alemania, y 236 para unirse a Polonia.
Antes de 1945, el área era parte de Alemania.
El pueblo tiene una población de 832 habitantes.

## Galería

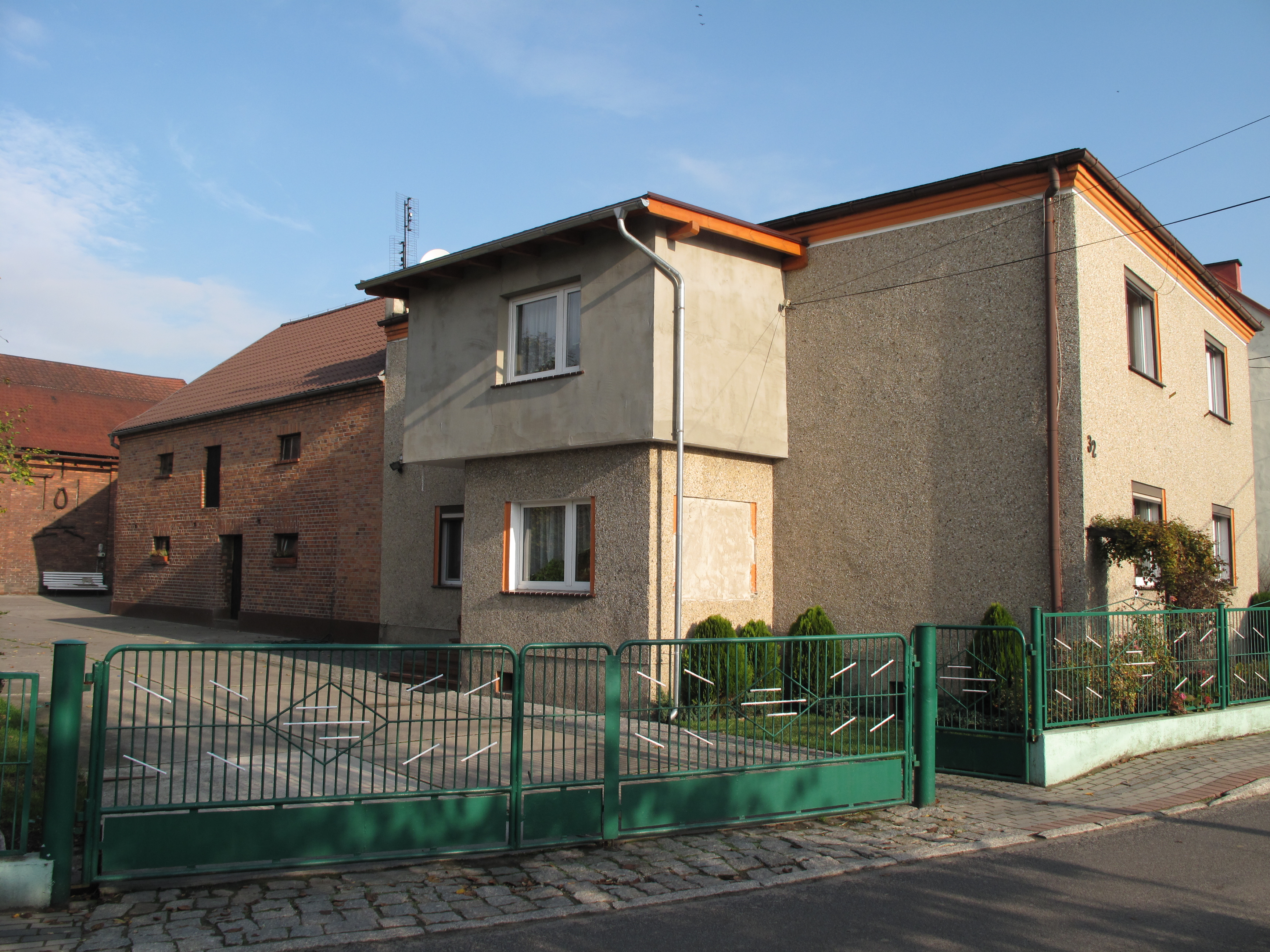
Casa
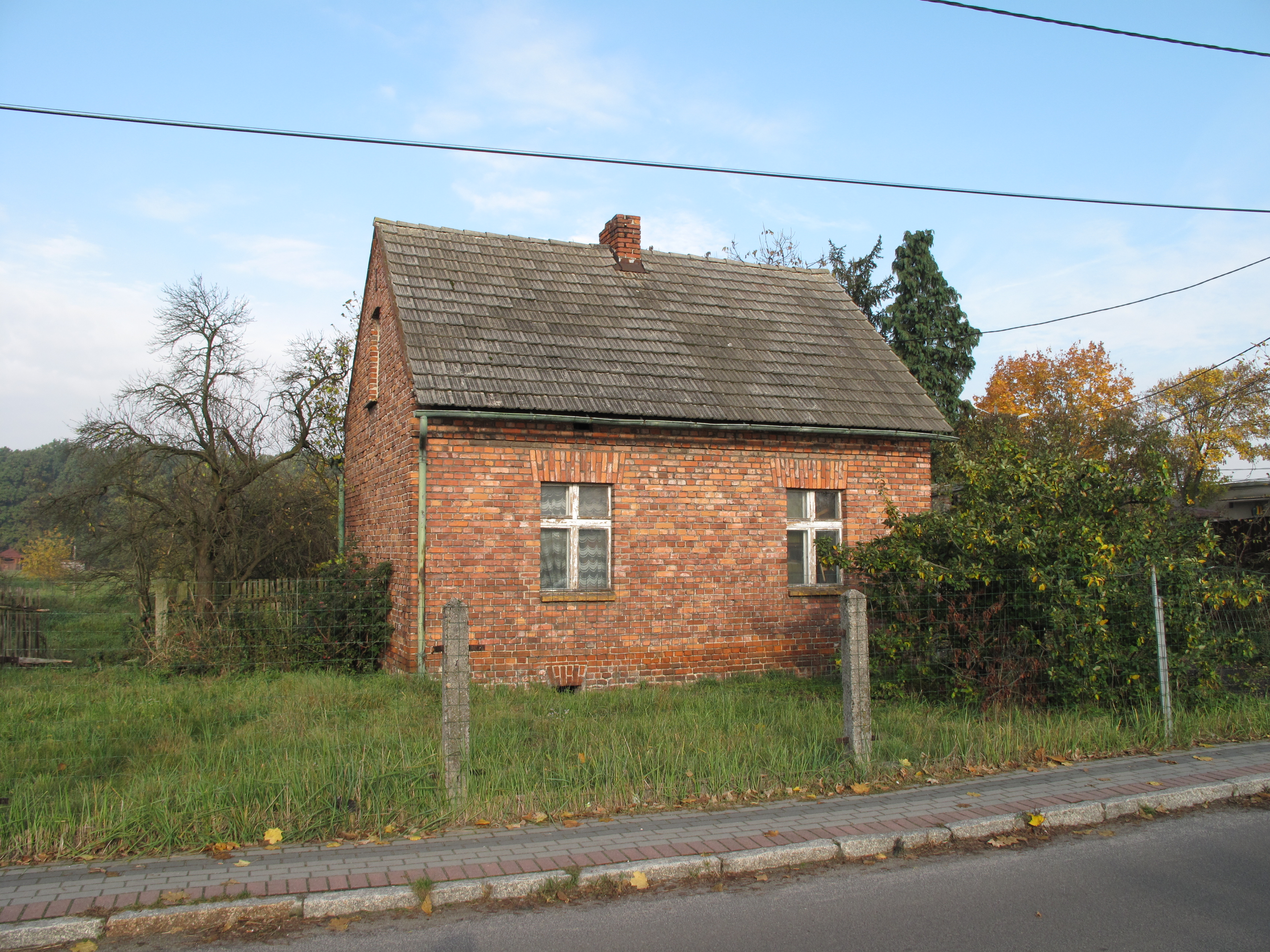
Casa de ladrillo
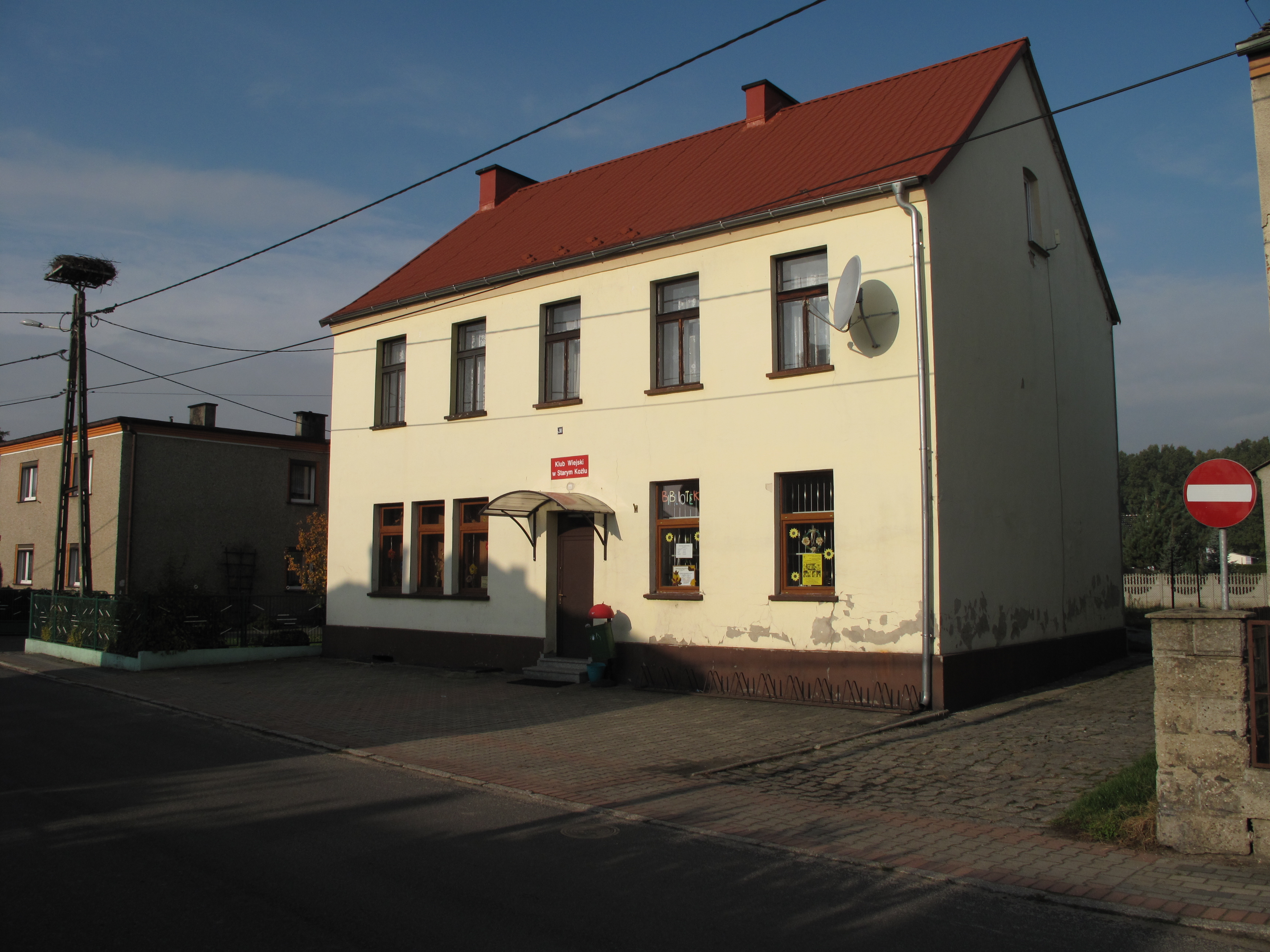
Club del pueblo.